# Pipturus hubertii
Pipturus hubertii är en nässelväxtart som beskrevs av S.S.R. Bennet. Pipturus hubertii ingår i släktet Pipturus och familjen nässelväxter. Inga underarter finns listade i Catalogue of Life.